# Льяно, Эдуардо дель
Эдуардо дель Льяно Родригес (исп. Eduardo del Llano Rodríguez; род. 1962) — кубинский писатель
, сценарист, режиссёр и преподаватель.
В 1985 окончил исторический факультет Гаванского Университета. Обучался у Хорхе Гольденберга, Тома Абрамса и Вальтера Бернстайна написанию сценариев для фильмов, одновременно работая профессором на факультете искусств и литературы Гаванского университета.

## Сценарист
Написал сценарии для:
- «Маунт Руж» (2004)
- «Высокие технологии» (2005)
- «Фотошоп» (2006)
- «Хомо Сапиенс» (2006)
- «Интермеццо» (2008)
- «Мозговой штурм» (2009)
- «Па де Катр» (2009)
- «Боль» (2010)
- «Правда» (2010)
- «Выход» (2011)
- «Искусство» (2015)
- «Эпик» (2015)
- «Домино» (2017)
- «Вкуси мою морковку» (2018)
- «Два ветерана» (2019)
- «Кампания» (2021)

## Писатель
Автор таких книг, как:
1. Двенадцать отступников (роман) Издательство Letras Cubanas, 1994.
2. Мусор и другие отходы (рассказ в сотрудничестве с Луисом Фелипе Кальво), издательство Letras Cubanas, 1994.
3. Вирус (роман, в сотрудничестве с Луисом Фелипе Кальво), издательство, апрель 1994 г.
4. Cuentos de Relaxo I и II (рассказ, совместно с NOS-Y-OTROS), редакционная статья, апрель 1992 г.
5. Ностальгия по слизню (поэзия), редакционная статья, апрель 1993 г.
6. Зелёный слон (рассказы и басни для детей), издание апрель 1993 г.
7. Издательство « Преступники (научно-фантастические рассказы)» апрель 1994 года.
8. La clessidra di Nicanor (роман) издательство Giunti, Флоренция, Италия, 1997.
9. Поцелуй и план (рассказ) Издательство Letras Cubanas, 1997.
10. Obstaculo (роман) Издательство Letras Cubanas, 1997.
11. Грязная книга (рассказ, в соавторстве с Луисом Фелипе Кальво) издательство Capiro, Санта-Клара, 1998.
12. Мышиная голова (рассказ), редакционная статья, апрель 1998 г.
13. Путешествие Никанора (рассказ) Издательство Extramuros, Гавана, 2000.
14. Die kubanische Filmkomödie (составитель, соредактор и автор одного из эссе) Studien Verlag, Инсбрук, Австрия, 2001.
15. Сборник Tres (романа) La Novela, издательство Letras Cubanas, 2002 г. Переиздано под названием Drei издательством Skarabaeus Verlag, Инсбрук, Австрия, 2007 г.
16. Все за доллар (рассказ) Серия «Минилетрас» от издательства Х. Кличковски, Мадрид, Испания, 2006 г.
17. Вселенная по соседству (роман) Издательство Salto de Páagina, Мадрид, Испания, 2007.
18. Unplugged (сюжет) Издательство Gran Via, Милан, Италия, 2008.
19. Секс-машина (рассказ) сборник El Cuento, издательство Letras Cubanas, 2009.
20. Анодино и чудесная лампада (театр, сочинение НОС-Ы-ОТРОС) издательство Аларкос, 2010 г.
21. Ересь (рассказ) Издательство Capiro, Санта-Клара, 2012.
22. Куарентена (роман) Издательство Letras Cubanas, 2012.
23. Издания Ocio y medio (роман) Isla de Libros, Богота, Колумбия, 2013 г.
24. Бонсай (роман) Ediciones Unión, 2014.
25. Омега 3 (сюжет) Издательство Letras Cubanas, 2016.
26. Улица комедии (роман) издательство Гуантанамера, Севилья, Испания, 2016.